# Manfred Stock (Gartenbauwissenschaftler)
Manfred Stock (* 23. November 1932 in Duisburg) ist ein deutscher Gartenbauer und Umweltschützer.

## Leben
Nach dem Abschluss der Volksschule absolvierte er eine Lehre im Gartenbau und besuchte das Abendgymnasium, das er mit dem „Einjährigen“ abschloss (entspricht der Mittleren Reife heute). Dann ging er zur Fachschule für Gartenbau nach Weihenstephan, der heutigen Hochschule Weihenstephan-Triesdorf, wo er 1961 seinen Abschluss machte. Hier lernte er auch seine Frau kennen. Sie stammt aus Heidenheim  bei Giengen an der Brenz, der ersten Wirkungsstätte von Lina Hähnle, die 1899 in Stuttgart den Bund für Vogelschutz gründete, den heutigen NABU. 
Seine erste Stelle trat Stock 1965 als Gartenbauberater bei der damaligen Landwirtschaftskammer Rheinland an. Als seine Dienststelle nach Bergheim verlegt wurde, zog er 1970 von Brühl nach Fliesteden. Hier blieb er bis zu seiner Pensionierung im Oktober 1995. Im selben Jahr zog er nach Norken. 

## Wirken
1971 beschlossen er und etwa zehn weitere Personen, die DBV-Kreisgruppe Fliesteden zu gründen, die sich Ende 1971 dem DBV-Landesverband anschloss. Manfred Stock wurde Vorsitzender, seine Frau Kassiererin.
Stock und der Verein sahen in der Folgezeit die Probleme der sich durch den Braunkohleabbau im nördlichen Rheinischen Braunkohlerevier wandelnden Landschaft, die über den Vogelschutz hinausgingen, und engagierten sich entsprechend. Da es 1975 zugleich auch zur völligen Umstrukturierung der kommunalen Verhältnisse durch das Köln-Gesetz kam (Fliesteden kam so zur Stadt Bergheim und zum Erftkreis), wurde der Verein in Naturschutzbund Erftkreis im DBV (NBE) umbenannt. Anfang der 1980er Jahre hatte der Verein etwa 500 Mitglieder, 1982 wurde eine Jugendgruppe gegründet. In den 1980er Jahren entstanden Vorschläge zur besseren Naturgestaltung in den zu rekultivierenden Abbauflächen, so zum Beispiel für den Kasterer See am Tagebau Garzweiler. Am Ende standen 1986 die Hambacher Ideen zur Rekultivierung. Hierfür erhielt der NBE 1990 den Europäischen Umweltpreis. Auch für den kleineren Tagebau Bergheim wurde ein vergleichbares Konzept entwickelt. 

## Ehrungen
Für sein Engagement erhielt Stock 1986 das Bundesverdienstkreuz am Bande. 1993 erhielt er die Goldene Ehrennadel des NABU.
| Personendaten    | Personendaten                            |
| ---------------- | ---------------------------------------- |
| NAME             | Stock, Manfred                           |
| KURZBESCHREIBUNG | deutscher Gartenbauer und Umweltschützer |
| GEBURTSDATUM     | 23. November 1932                        |
| GEBURTSORT       | Duisburg                                 |